# I Sat by the Ocean
"I Sat by the Ocean" is een nummer van de Amerikaanse band Queens of the Stone Age. Het nummer verscheen op hun album …Like Clockwork uit 2013. Op 6 augustus van dat jaar werd het nummer uitgebracht als de tweede en laatste single van het album.

## Achtergrond
"I Sat by the Ocean" is geschreven en geproduceerd door bandleden Josh Homme, Troy Van Leeuwen, Dean Fertita en Michael Shuman. Enkel drummer Joey Castillo, die kort na de opnamen van dit nummer de band verliet, werkte hier niet aan niet mee. Op 31 juli 2013 voerde de band het nummer voor het eerst uit tijdens de talkshow Jimmy Kimmel Live!, samen met de leadsingle "My God Is the Sun".
"I Sat by the Ocean" werd uitgebracht op 6 augustus 2013, twee dagen na het optreden van de band op het festival Lollapalooza. Het bereikte wereldwijd geen belangrijke hitlijsten, maar kwam in Nederland wel in de Tipparade van de Top 40 terecht, waar het niet verder kwam dan de negende plaats. Ook in Vlaanderen werd de belangrijkste hitlijst, de Ultratop 50 niet gehaald, maar kwam het wel tot de negende plaats in de "Bubbling Under"-lijst. In de Verenigde Staten en Canada werd tevens een notering in een aantal rocklijsten behaald, waaronder de vijftiende plaats in de Amerikaanse Alternative Songs-lijst.

## NPO Radio 2 Top 2000
| Nummer met noteringen in de NPO Radio 2 Top 2000 | '16  | '17  | '18  | '19  | '20  | '21  | '22 | '23  | '24  |
| ------------------------------------------------ | ---- | ---- | ---- | ---- | ---- | ---- | --- | ---- | ---- |
| I Sat by the Ocean                               | 1814 | 1654 | 1493 | 1702 | 1905 | 1971 | -   | 1798 | 2000 |

1. ↑  Een '-' betekent dat het nummer niet was genoteerd en een vetgedrukt getal geeft de hoogste notering aan.
2. ↑  2016 was het eerste jaar met een notering voor dit nummer.